# Broșteni, Vaslui
Broșteni este un sat în comuna Ivănești din județul Vaslui, Moldova, România.
Numele vechi al satului era Robii lui Sion, Sion fiind un boier de-al locului care a trăit în a doua jumătate a secolului XIX.
 Acest articol despre o localitate din județul Vaslui este deocamdată un ciot. Puteți ajuta Wikipedia prin completarea lui.